# سکاوینکی
سکاوینکی (به لهستانی:  Skawinki) یک روستا در لهستان است که در گمینا لانتسکورونا واقع شده‌است. سکاوینکی ۱٬۶۰۰ نفر جمعیت دارد.